# Belemnia rezia
Belemnia rezia là một loài bướm đêm thuộc phân họ Arctiinae, họ Erebidae.